# Корд-сир-Сјел
Корд-сир-Сјел (фр. Cordes-sur-Ciel) насеље је и општина у јужној Француској у региону Миди Пирене, у департману Тарн која припада префектури Алби.
По подацима из 2011. године у општини је живело 989 становника, а густина насељености је износила 120 становника/km². Општина се простире на површини од 8,27 km². Налази се на средњој надморској висини од 279 метара (максималној 320 m, а минималној 159 m).
Овај утврђени град је 1222. основао војвода Ремон VII од Тулуза. То је први од скоро 700 таквих утврђења, бастида, која су настала у југозападној Француској у 13. и 14. веку. Место је било уточиште катара и осталих који су бежали од албижанског похода. Француски краљ Луј IX је постао господар Корда 1229.
Данашње име Корд-сир-Сјел (Корд на Небу) место је добило 1993, да би се нагласила чињеница да се налази на узвишењу које је често изнад облака у долини.

## Демографија
| 1962. | 1968. | 1975. | 1982. | 1990. | 1999. | 2011. |
| ----- | ----- | ----- | ----- | ----- | ----- | ----- |
| 1.098 | 1.100 | 967   | 1.011 | 932   | 996   | 989   |

График промене броја становника у току последњих година